# Сертификация устройств электронного голосования
Сертификация устройств электронного голосования — требуемая правительствами многих государств процедура для обеспечения достоверности результатов электронного голосования.

## Германия
В Германии за сертификацию устройств для голосования для государственных и европейских выборов несёт ответственность учреждение под названием Physikalisch-Technische Bundesanstalt. Соответствующий закон носит название «Федеральный закон об устройствах для голосования». Единственными сертифицированными устройствами являются Nedap ESD1 и ESD2.

## США
В США существует только добровольная государственная сертификация устройств для голосования, однако каждый штат имеет наибольшие полномочия относительно сертификации, поэтому многие штаты требуют наличия государственного сертификата.
Комиссия помощи в выборах (англ. Election Assistance Commission, EAC) США несёт государственную ответственность за аккредитование лабораторий тестирования систем голосования и сертификацию оборудования для голосования по Программе сертификации систем голосования И аккредитования лабораторий (Voting System Certification & Laboratory Accreditation Program). Цель данной программы — независимо подтвердить то, что системы голосования удовлетворяют требованиям функциональности, удобства и безопасности, необходимым для целостности и достоверности процесса голосования, как описано в Нормативах систем голосования (Voluntary Voting System Guidelines, VVSG). По этой программе Национальный институт стандартов и технологий (National Institute of Standards and Technology, NIST) рекомендует лаборатории для аккредитации, используя свою Национальную программу аккредитации лабораторий (National Voluntary Laboratory Accreditation Program, NVLAP).
VVSG предоставляет набор спецификаций и требований, по которым будут тестироваться системы голосования на предмет функциональности, удобства и безопасности. В дополнение к этому VVSG устанавливает оценочные критерии для государственной сертификации систем голосования.
Комитет разработки технических нормативов (Technical Guidelines Development Committee) EAC при технической поддержке NIST разрабатывает базовый набор рекомендаций для каждого действия, описанного в VVSG. После того, как базовый набор был создан, он отправляется в EAC на проверку и затем публикуется как черновой вариант. Замечания и критика рассматриваются в EAC совместно с NIST при разработке окончательной версии.
В 2007 году Первый секретарь Калифорнии Дебра Боуэн отозвала сертификаты у четырёх систем голосования, три из которых были снова сертифицированы после тщательной проверки.

### VVSG образца 2007 г.
Черновая версия VVSG 2007 г. была разработана TGDC и NIST 31 июля 2007 г.

### VVSG образца 2005 г.
VVSG 2005 г., значительно увеличивший требования к безопасности систем голосования и расширивший возможности доступа, включая возможность голосовать тайно и независимо людям с ограниченными возможностями, был единогласно одобрен EAC в декабре 2005 г. По сути, это была версия федерального стандарта сертификации. В течение 90-дневного периода публичного обсуждения EAC получила более 6000 комментариев и замечаний к представленным нормативам. Эти комментарии и первоначальный вариант нормативов доступны на сайте Государственного университета Кеннесоу (???) (Kennesaw State University, KSU). VVSG 2005 г. действовал 24 месяца с момента его окончательной публикации в декабре 2005 г.

### Истоки сертификации и Рой Салтман
В феврале 1975 г. было заключено межведомственное соглашение, участниками которого стали Отдел федеральных выборов (Office of Federal Elections, OFE) (предшественник Государственной избирательной комиссии) и Национальное бюро стандартов (National Bureau of Standards, NBS) (предшественник NIST). В результате в марте 1975 г. был опубликован доклад под названием «Эффективное использование компьютерных технологий и голосовании» за авторством Роя Салтмана. Этот доклад освещал «нехватку соответствующих технических навыков на государственном и местном уровне для разработки и представления письменных стандартов, по которым может быть оценено АО и ПО систем электронного голосования».
Конгресс США поручил Государственной избирательной комиссии (Federal Election Commission, FEC) и NBS создать инженерные и процедурные стандарты для систем голосования. Другой доклад «Стандарты систем голосования: отчёт об осуществимости разработки стандартов для оборудования для голосования» был опубликован в начале 1984 г. В июле 1984 г. FEC получила от Конгресса денежные средства и начала шестилетнюю разработку первой национальной системы стандартов для перфокарт, меток и систем с прямой записью (DRE).
Результатом работы был первый набор Стандартов систем голосования, опубликованный в 1990 г.

### FEC и NASED
В дополнение к участию в создании национальной программы сертификации и тестирования систем голосования, FEC и Национальная ассоциация управляющих государственными выборами (National Association of State Election Directors, NASED) обновили первую редакцию Стандартов систем голосования, добавив в неё Нормативы для систем голосования образца 2002 г.
Также, по результатам многочисленных проверок на соответствие стандартам, NASED составила «Список доверенных систем голосования 12-12-05».

### Программа временной сертификации систем голосования
В июле 2006 г. EAC представила программу временной сертификации, которая обеспечивала получение государственных сертификатов на модификации, необходимые для федеральных и местных выборов 2006 г.
Летом 2006 г. EAC отказала компании Ciber Inc. в поддержке и продвижении их устройств для голосования. Причиной тому стало несоблюдение процедур контроля качества и прохождения всех требуемых проверок. Согласно заявлению EAC, «Ciber Inc. получает временную аккредитацию, но EAC не полностью завершила расследование, поэтому использование продуктов Ciber Inc. пока продолжается». EAC опубликовала важную документацию относительно просьбы Ciber Inc. на аккредитацию.